# Unquadbi
Unquadbi o Unquadbium (símbol Uqb) és el nom sistemàtic donat per la IUPAC a l’hipotètic element químic amb nombre atòmic 142.
Aquest element del 8è període de la taula periòdica pertanyeria a la família dels superactínids i formaria part dels elements del bloc f segons el Principi d'Aufbau, però del bloc g segons el Mètode de Hartree-Fok.
A mesura que s’allunya de l'illa d'estabilitat (no superior a Z ≈ 127), els àtoms sintetitzats haurien de ser ràpidament extremadament inestables, fins al punt que Z ≈ 130 se cita amb freqüència com a límit "experimental" de l'existència pràctica d'aquests elements; per tant, no és segur que l'element 142 es pugui detectar algun dia amb eficàcia.